# Omastiná
Omastiná (in ungherese: Csermely) è un comune della Slovacchia facente parte del distretto di Bánovce nad Bebravou, nella regione di Trenčín.